# Гусятинська синагога
Гусятинська синагога (івр. בית הכנסת הגדול של הוסיאטין) — колишня синагога оборонного типу, перша згадка про яку датується 1431 роком. Збудована у мавритано-готичному стилі, зазнала кількох перебудов, зараз знаходиться у покинутому стані.

## Історія

### Передісторія та первісний вигляд
Перша згадка про євреїв у Гусятині датується 1577 роком. За іншими даними, Гусятин ще у XV столітті налічував велику єврейську громаду. Наприкінці XVI — на початку XVII століття містом володіли представники шляхетського роду Калиновських, які активно займались забудовою населеного пункту, його захистом. У той час місто захищали замок та міські укріплення, автономними вузлами оборони яких були Онуфріївська церква та синагога. Синагога була побудована як споруда оборонного характеру у центральній частині старого міста, на пагорбі поблизу річки Збруч. Припускають, що синагога була споруджена 1692 року, хоча більш імовірним є те, що ця дата є датою реставрації будівлі. Адже відомо, що під час визвольної війни 1648—1655 років єврейська дільниця була кілька разів зруйнована, а первинна синагога спалена. У часи турецького володіння Гусятином 1672—1683 року синагога не зазнала пошкоджень.
Зважаючи на призначення синагоги, вона мала своєрідну форму, володіла чітко вираженими оборонними рисами. Це була прямокутна споруда розміром 15,6 х 17,2 метри, товщина стін якої сягала 1,76 — 2,16 метри. Внутрішня частина споруди складалася з чотирьох ярусів, які включали також відкритий бойовий майданчик на даху будівлі. На додачу, тут, у нижньому ярусі північного фасаду споруди, який повернений у сторону Збруча, були влаштовані 4 бійниці для артилерії. Стіни верхнього ярусу синагоги (аттика) були прорізані ключеподібними бійницями. Зв'язок між ярусами споруди забезпечувався за допомогою кам'яних сходів у північно-західному куті будівлі.

### Перша перебудова
У середині XVII століття, після пожежі в 1742 році, синагогу ґрунтовно перебудували: зникають внутрішні перегородки між ярусами, що утворюють великий молитовний зал висотою 13,5 метрів. Для зберігання Тори, у східній стіні була облаштована ніша, прикрашена ліпним декором, перед якою було встановлено вівтар. Приміщення було перекрито напівциркульними нервюрними склепіннями зі стрілчастими розпалубками на білокам'яних різьблених консолях. Замість бійниць на другому та третьому рівнях з'явились високі стрільчасті вікна висотою близько 8 метрів, виконані у готичному стилі. Одне з вікон північного фасаду прорізало своєю луткою сходи, що сполучають яруси. Верхній відкритий ярус синагоги, аттиковий ярус, був декоративно обрамлений кілеподібною глухою аркатурою, білокам'яним парапетом у вигляді акантового листя, круглими башточками на кутах парапету. Для маскування стоків дощової води використали декоративний акантовий пояс. Нижня частина споруди, відділена білокам'яним карнизом, декору не має.

### Друга перебудова

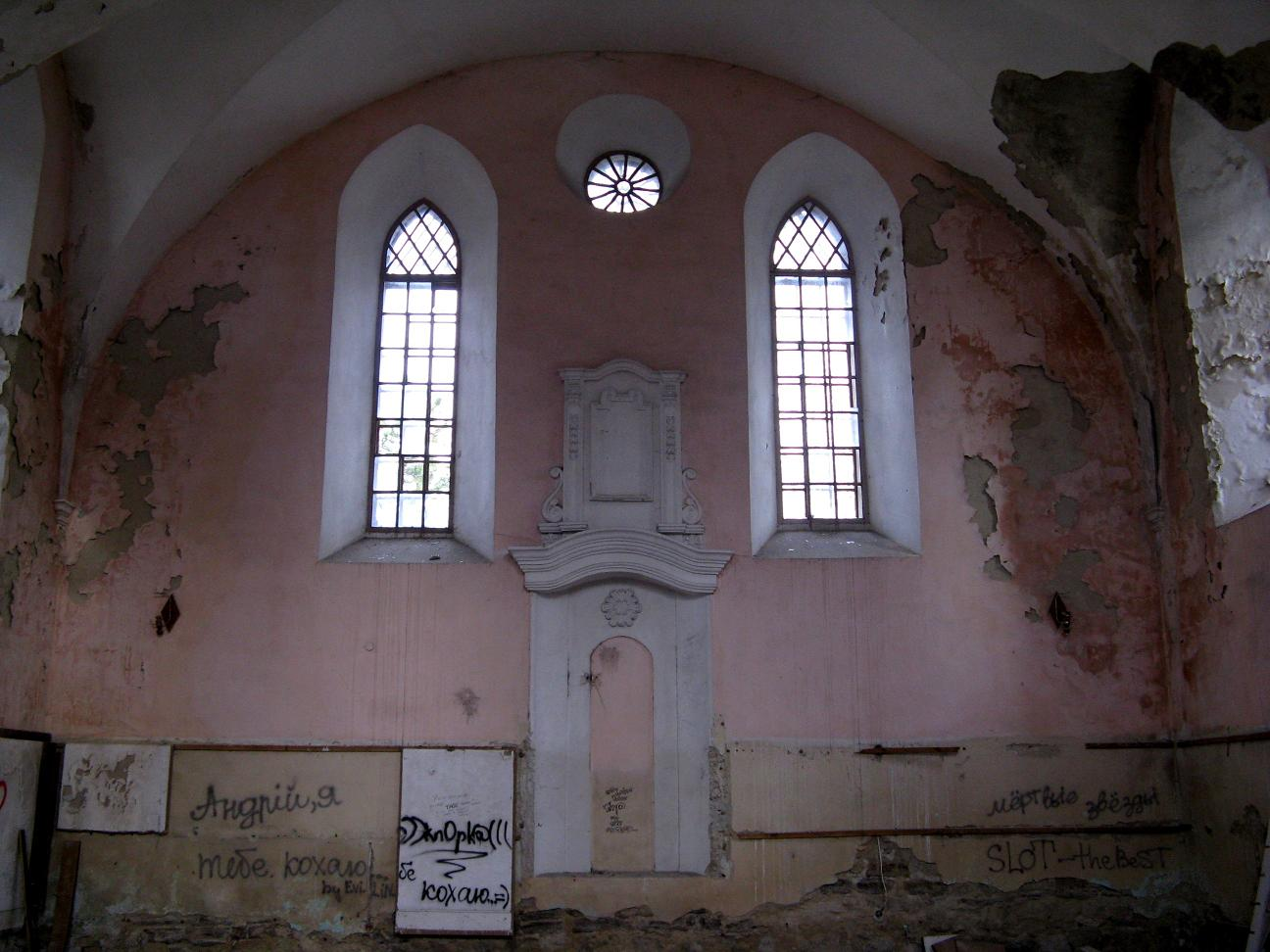
Інтер'єр синагоги

Під час наступної перебудови до синагоги добудовують допоміжні приміщення: приміщення для жінок, хедер. До західної стіни споруди добудували одно-, а до північної — трьохярусне приміщення. Західна прибудова мала бароковий стиль. Північна прибудова, піднімаючись до рівня карнизу, закривала замуровані раніше артилерійські бійниці нижнього ярусу, а також вікна готичного стилю, що виходили на північну сторону.
Цікавим фактом є те, що у місті у 1829—1904 роках жив єврейський мудрець, рабин і письменник Давид Фрідман Мойше, який писав гебрейською мовою, будинок якого розташовувався на місці колишнього замку Калиновських і був знищений в роки Першої світової війни.
Відомо також, що 1861 року рабин Мордехай Файвіш Шрага Фрідман, син цадика Ізраїля Фрідмана з Садгори, започаткував у Гусятині нову династію цадиків, що перетворило Гусятин на один з найбільших центрів хасидизму в Галичині. Невдовзі за його сприяння був розбудований клойз, який вважався однією з найгарніших споруд тодішнього Гусятина.
На початку XX століття в Гусятині було декілька єврейських культових споруд — стара синагога, клойз, мала синагога та дві цехові божниці — кравців та шевців. У цей час на одноярусній прибудові старої синагоги з'являється відкрита тераса з парапетом, а північну трьохярусну споруду понижують на один ярус.
Буремні події початку XX століття спричинили значне зменшення єврейської громади в Гусятині, яка на 1923 рік становила лише 546 чоловік. Під час окупації Гусятина російськими військами в Першій світовій війні було зруйновано всі єврейські споруди. Стара синагога також зазнала істотних пошкоджень: завалились дах і бочкове склепіння, частово був зруйнований аттик, знищений вистрій інтер'єру.
У 1920-ті роки синагога була відреставрована. В результаті перебудови під пулішем був зроблений високий односхилий дах, критий черепицею.

### Руйнація під час війни
Під час Другої світової війни синагога зазнала значних пошкоджень: практично вщент були зруйновані західна і північна прибудови, повністю обвалились склепіння споруди, синагога позбулась західної стіни, сильно постраждав інтер'єр. У 50-х роках, під керівництвом М. Говденко, були проведені масштабні консерваційно-реставраційні роботи, результатом яких стало відновлення західного фасаду, інтер'єру і склепінь споруди. Були також відтворені західна і північна прибудови у вигляді 1-ярусних споруд з терасами. У відновленому приміщенні синагоги розмістили краєзнавчий музей. У 1963 році Кабінет Міністрів УРСР вніс пам'ятку у реєстр з охоронним номером № 689. Помилки реставрації, зокрема проектування системи стоку зливових вод, призвели до руйнації будівлі та виселення музею.

## Архітектурні особливості
Ренесансна споруда синагоги має специфічні мавританські риси: стрільчасті вікна, аркада аттика, вежечки, куполки та інший архітектурний декор. Гладкі стіни основного об'єму споруди прикрашені високо посадженими стрільчастими віконними прорізами. Головний фасад виділений порталом з лучковим завершенням. Високо по осі зроблено кругле вікно. Основний об'єм споруди та її прибудови перекриті напівциркульними склепіннями зі стрільчастими розпалубками.
Синагога увінчана високим аттиком, оздобленим сліпою кілеподібною аркатурою з ключовими бійницями, увінчаними короною з акантового пояска, допасованого для маскування стоків дощової води. Цей архітектурний прийом є унікальним для Гусятинської синагоги й ніде більше не зберігся. Наріжні вежечки з обох боків аттика мають виразні східні впливи, що є типовим для архітектури оборонних синагог. Плаский дах-тераса прибудов огороджений парапетом з ідентичним до аттика декором.
В інтер'єрі збереглися п'яти склепіння, тобто нижні його підпори, також збереглася ніша Арон га-Кодешу, декорована ліпним обрамуванням. У західній стіні основного об'єму споруди влаштовані кам'яні сходи, що вели на дах до бійниць.

## Сучасний стан
Музей у будівлі синагоги припинив своє існування, а саме приміщення було закрито. Для розміщення експозиції не було надано нового приміщення, тому частина її була втрачена. Серед збережених архітектурних елементів слід відзначити різьблені п'яти склепіння, ліпну едикулу в східній стіні синагоги, акантовий пояс (єдиний такого роду, що існує зараз). Попри проведені реставраційні роботи споруда знаходиться у закинутому стані.
1993 року архітектори І. Андрушко та О. Сороколіт провели натурні обстеження і архітектурно-археологічні обміри споруди.